# آدام لاکسمن

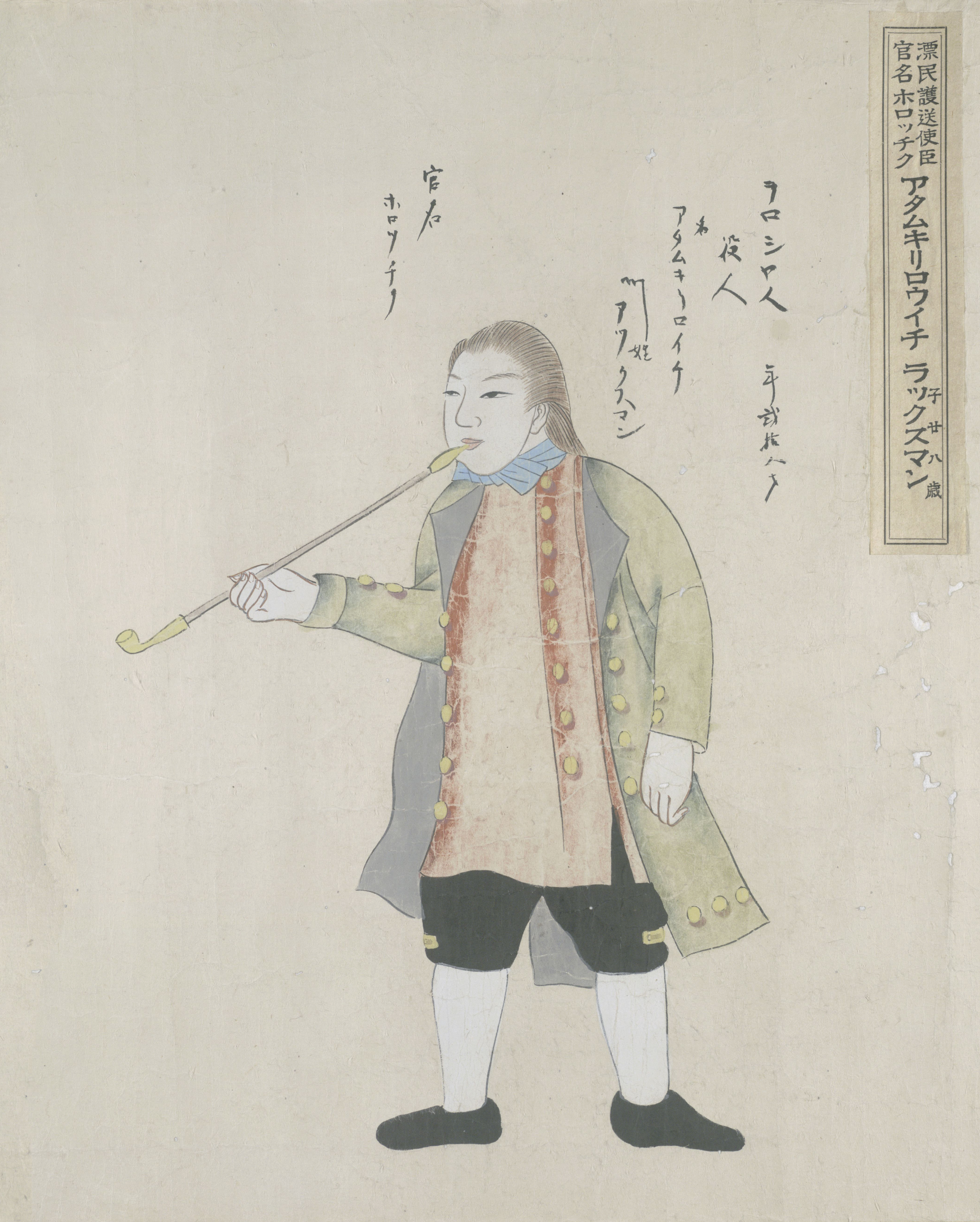
یک نقاشی ژاپنی از لاکسمن.

آدام لاکسمن (روسی: Адам Кириллович (Эрикович) Лаксман) (۱۷۶۶ – ۱۸۰۶) یک افسر نظام سوئدی فنلاندی و یکی از اولین افراد وابسته به امپراطوری روسیه بود که به ژاپن پا گذاشت.